# Sagan (film)
Pour les articles homonymes, voir Sagan.
Pour plus de détails, voir Fiche technique et Distribution.
Sagan est un film français réalisé par Diane Kurys et sorti en 2008.

## Synopsis
En 1958, Françoise Sagan a 23 ans. Ses premiers romans l'ont rendue riche et célèbre. Elle mène une vie légère et tapageuse, entourée de sa bande d'amis. Le 8 août de cette année-là, au casino de Deauville, elle mise ses derniers jetons sur le 8 et rafle la somme de 8 millions de francs avec laquelle, quelques heures plus tard, elle achète la maison qu'elle a louée pour l'été près de Honfleur. Sans l'avoir prémédité, elle devient propriétaire et jure que personne, jamais, ne viendra la déloger de cet endroit. Pourquoi 40 ans plus tard, n'est-elle plus que l'invitée des lieux ? Quels événements la jeune prodige de la littérature a-t-elle traversés pour se retrouver ruinée et loin de tous ceux avec qui elle a brûlé ses années ,?

## Fiche technique
- Titre : Sagan
- Réalisation : Diane Kurys
- 1re assistante-réalisatrice : Louna Mourard
- Scénario : Diane Kurys, Martine Moriconi et Claire Lemaréchal
- Directeur de la photographie : Michel Abramowicz (AFC)
- Musique : Armand Amar
- Directeur artistique : Maxime Rebière
- Décors : Alexandra Lassen
- Costumes : Nathalie du Roscoät
- Montage : Sylvie Gadmer, assistée de Lucile Sautarel
- Ingénieur du son : Carl Goetgheluck
- Perchman : Franck Cartaut
- Pays de production :  France
- Langue de tournage : français
- Productrice : Diane Kurys
- Productrice exécutive : Catherine Grandjean
- Sociétés de production : Alexandre Films, France 2
- Société de distribution : EuropaCorp Distribution
- Format de projection : couleur — 1.85:1 — Dolby SRD — 35 mm
- Genre : biographique
- Durée : 117 minutes
- Date de sortie :
  - France: 11 juin 2008

## Distribution
- Sylvie Testud : Françoise Sagan
- Pierre Palmade : Jacques Chazot
- Arielle Dombasle : Astrid (personnage inspiré de Ingrid Mechoulam)
- Jeanne Balibar : Peggy Roche
- Lionel Abelanski : Bernard Frank
- Bruno Wolkowitch : Philippe
- Margot Abascal : Florence Malraux
- Gwendoline Hamon : Suzanne Quoirez
- Victor Sévaux : Denis Westhoff (adolescent)
- Chantal Neuwirth : Mme Lebreton
- Silvie Laguna : Mme Bartoli
- Alexis Michalik : Denis Westhoff (adulte)
- William Miller (en) : Robert Westhoff
- Nora Habib : Françoise Verny
- Bernard Crombey  : M. Pierre Quoirez
- Mathias Mégard : Pierrot
- Hélène Arié : Mme Marie Quoirez
- Alexia Stresi : Paola
- Guillaume Denaiffe : le jeune amant
- Agnès Château : Régine
- Jenny Arasse : Florence Gould
- Jean-Claude de Goros : le propriétaire de la maison qu'achète Françoise Sagan
- Yann Babilée
- Philippe Bertin : L'acheteur de la maison de Sagan
- Caroline Pascal : l'infirmiere
- Avec la participation de :
  - Denis Podalydès : Guy Schoeller
  - Guillaume Gallienne : Jacques Quoirez
  - Samuel Labarthe : René Julliard
  - Cédric Diomède : le journaliste de "droite"

## Distinctions
- Festival de la fiction TV de La Rochelle 2008 : meilleure interprétation féminine à Sylvie Testud
- Globe de Cristal 2009 de la meilleure actrice à Sylvie Testud
- César du cinéma 2009 : 
  - Sylvie Testud nommée pour le César de la meilleure actrice
  - Jeanne Balibar nommée pour le César de la meilleure actrice dans un second rôle
  - Nathalie du Roscoät nommée pour le César des meilleurs costumes

## Version téléfilm
- Le film est à l'origine une commande de France 2, pour être exploitée à la télévision française en deux épisodes de 90 minutes en septembre 2008. Après l'avoir visionné, Luc Besson acquiert les droits d'exploitation en salles, et fait effectuer un nouveau montage de deux heures. Fait peu habituel dans l'environnement audiovisuel français, le film sort donc en salle trois mois avant son passage à la télévision.
- La première partie du téléfilm, diffusée le 30 septembre 2008, a attiré 4 266 000 téléspectateurs (deuxième partie diffusée le 1er octobre 2008).
- La version télévisée a reçu le Globe de cristal 2009 du meilleur téléfilm.

## Autour du film
- La fin du générique indique que, si le film s'inspire fidèlement de la vie de Françoise Sagan, des libertés ont été prises avec certains des personnages l'ayant entourée.
- Le tournage extérieur a eu lieu entre Paris et la Normandie.

## Vidéographie
- 26 décembre 2008 : Sortie du DVD  (EuropaCorp Distribution).